# レインボーシックス ベガス
『レインボーシックス・ベガス』（Rainbow Six: Vegas）は、フランスにあるユービーアイソフトより発売された、ラスベガスを舞台にした特殊部隊アクションゲーム。2007年4月26日にXbox 360版が発売され、後にPlayStation 3版も発売された。
プレイヤーは特殊部隊レインボーのアルファ分隊長ローガン・ケラーとなり、大規模テロからラスベガスを救うために戦う。

## 特徴
Unreal Engine3の採用による、これまでのシリーズを遥かに凌ぐグラフィックスが特徴。タイトルにもあるように、アメリカ・ネバダ州ラスベガスを物語のステージとしており、ストリップ通りと周辺カジノ群も可能な範囲で再現されている。フリーモント・ストリート・エクスペリエンスのような郊外は勿論、フーバーダムやメキシコとの国境地帯も舞台となる。
同社親類ソフトにゴーストリコン・アドバンスド・ウォーファイター(GRAW)があるが、屋外での戦闘を主体としたGRAWとは違い「建物内での接近戦」をテーマとしており、GRAWのように戦車やヘリコプター、航空機による爆撃など派手な要素はなく、小火器での比較的狭いエリアにおけるスピーディーな制圧戦となる。
実際の特殊部隊同様、行動における偵察、立案、突入という3ステップをゲームに取り込んでおり、プレイヤーは自分の判断で攻略ルートを決めることができる。よって、念入りな下見と効率的な行動がこのゲームの鍵となる。というよりも、そのステップを無視すると待ち構えるテロリストに正面から挑む事となるため、攻略が困難となる。
また、シミュレーターテイストだったこれまでのシリーズと比較すると「遮蔽物への張り付き」や物陰に隠れたまま銃だけを出して攻撃する「ブラインド・ファイヤ」、高所からのラペリングと突入など、アクションゲームとしての色彩が強くなった。
本作の大きな特徴のひとつとして、Xbox Liveビジョンカメラを使用し自分の顔をゲームに取り込むことができる。これによりオンラインモードでは自分と同じ顔をしたキャラクターで戦うことができる。
この実用レベルのシステムは世界初である（開発スタッフを取り込んだのみで製品版には実装されていない、ポケットカメラを用いた「パーフェクトダーク」は存在する）。
また、音声認識にも対応しており、簡単な命令であれば音声で指示が出せる。
なお、ゲーム内広告としてユニリーバのAxeや、クライスラーのダッジからはチャージャーといったアイテムが実名で登場している。また、カジノにはスプリンターセルのスロットマシンがあり、サム・フィッシャーの絵柄も含まれている。

## 登場人物
ローガン・ケラー (Logan Keller)
日本語版声優 - 土田大
本作の主人公。アルファチームリーダー（プレイヤー）。元アメリカ海兵隊、デルタフォース所属。国際的テロリストであるイレーナ・モラレスを捕らえる為メキシコ国境へ向かう。
初期武器は552コマンドードットサイトとMP5Nドットサイトだが、新たな武器を拾えば補充ポイントで武器を任意に変更可能となる。
ガブリエル・ノワック (Gabriel Nowak)
日本語版声優 - 坪井智浩
ポーランド出身の隊員。ゲーム開始時のチームメンバーだが、メキシコ国境での任務中イレーナの手によってカンと共に拉致されてしまう。
通常時の使用武器はSCAR-H CQC ACOGサイト付きモデル。潜入時はMP7A1ドットサイトにサプレッサーを装着したモデルを使用する（他のレインボー隊員も同じモデルを使用）。
カン・アカハシ (Kan Akahashi)
日本語版声優 - 斉藤次郎
日本出身の隊員。ゲーム開始時のチームメンバー。ガブリエルと同じくイレーナの手によって拉致されてしまう。
通常時の使用武器はM249 SPW。
マイケル・ウォルター (Michael Walter)
日本語版声優 - 飯島肇
イングランド出身のロイヤル・マリーンズ。元SAS所属。重火器と爆破のエキスパート。
メキシコ国境で誘拐されたガブリエルとカンの代わりとしてブラボーチームから派遣され、ローガンとはラスベガス市内で合流する事になる。
通常時の使用武器はMk46。
ジャン・パク (Jung Park)
日本語版声優 - 武虎
韓国出身で、リコン（偵察）と電子工作担当。
マイケルと共にラスベガス以降指揮下に入る。
通常時の使用武器はG36C ACOGサイト付きモデル。
ジョアンナ・トーレス (Joanna Torres)
日本語版声優 - 根本圭子
カナダ出身で、情報担当。ヘリからローガンらを支援する。任務中、ヘリコプターから出ることはあまりない。
ブロディ・ルーキン (Brody Lukin)
ロシア出身で、専任ヘリコプターパイロット。ヘリでローガンらを現場に送り届ける。チームの中では無類のジョーク好き。
イレーナ・モラレス (Irena Morales)
日本語版声優 - 定岡小百合
世界的テロリストで、今回のテログループの実働部隊指揮官。メキシコ国境ではローガンの仲間を拉致し、彼女自身もある目的の為にラスベガスへ逃亡する。
使用武器はGLOCK18。

## ストーリー
2010年。レインボーのローガン、ガブリエル、カンはメキシコ国境の町に派遣され、テロリストの首謀者イレーナ・モラレスを捕らえる任務に就く。チームが着陸地点に到着したとき、ローガンが先に急降下したため、他の隊員とはぐれてしまう。
ローガンは町を抜け出し、古い教会で二人との再集結に成功する。列車基地に潜入し、人質グループを解放した後、チームはイレーナが隠れている鉱山へと向かう。しかし待ち伏せにあい、ガブリエルとカンは捕らえられ、イレーナは逃走する。
ローガンはたった一人、拳銃だけで武装し、廃工場で戦い、最終的にヘリコプターで脱出する。その後、ローガンはラスベガスの危機に対処するために再配置される。彼はカリプソ・カジノの外に降ろされ、新しいチームと合流する……マイケル・ウォルターズとジョン・パークだ。チームはカジノ内を掃討し、NATOの兵器研究者を含む人質グループを救出する。
誘拐されたレポーターを救出したチームは、テロリストが通信ハブとしてテレビ中継車を使用していることを知らされる。ローガンのチームはもう一人の兵器研究者の救出に向かう。レインボーは高級ホテル「ヴァーティゴ・スパイア」に投入され、研究者を発見、救出する。マイケルは爆弾を解除し、チームはガブリエルとカンの居場所を突き止める。
チームはダンテズ・カジノに派遣され、そこでガブリエルとカンを発見する。 しかし、カンは救出中に致命傷を負うが、死ぬ前にラスベガスでの攻撃が目くらましであることを伝えた。 その後、チームはテロリストのサーバーをハッキングするために劇場に向かい、そこでイレーナの標的がネバダ・ダムであることを突き止める。 ダムに到着したチームは、マイクロパルス爆弾を発見し、それを解除する。 その後、人質に遭遇し、緊急開放弁を作動させなければダムが崩壊すると告げられる。 弁を作動させた後、チームは施設内に進み、そこが兵器研究室であることを発見する。 さらに、テロリストがダムの上にマイクロパルスミサイルを設置していることも判明する。
ローガンはイレーナと対峙し、彼女を殺害する。チームはダムの頂上に向かい、ミサイルを破壊する。ローガンはガブリエルから通信を受け、自分がイレーナの二重スパイだったことを告げられる。ガブリエルがヘリで逃げようとすると、ローガンは逃がすか撃ち落とすかの選択を迫られる。ローガンとチームはイレーナとガブリエルのテロ活動の背後にある組織を突き止めるために再出動する。その後、ヘリコプターが湖に墜落したが死体は発見されなかったというニュース映像が流れる。

## PS3版の特徴
- ゲームエンジンはXbox 360版及びPC版ではUnreal Engine3を採用しているが、PS3版ではそのプロトタイプのUnreal Engine2.5を採用している。これはUnreal Enigine3がPS3に対応していなかった為である。
- Xbox 360版ではダウンロードコンテンツである「追加パック」が始めから収録されている。
- 設定を変えると、スネークカムをコントローラーを振って操作できるようになる。
- Xbox 360版に比べロードが頻繁に入る。
- Xbox 360版になかった窓を覆うトタン等のオブジェクト（処理落ち対策と思われる）が追加されている。

## その他

当時のラスベガス市長が、本作に対して「ラスベガスの安全なイメージが損なわれる」と苦言を述べた事がある[5]。
ブルバードストリート南端にある、ラスベガスを象徴する看板。シリーズロゴはこれをイメージしている
フリーモント・ストリート・エクスペリエンス。ゲーム中には「フレモント・ストリート」として登場
物語後半で登場する「ネバダダム」のベースとなったフーバーダム